# La scienza in cucina e l'arte di mangiar bene
La scienza in cucina e l'arte di mangiar bene (La Science dans la cuisine et l'art de bien manger) est un manuel de gastronomie publié en 1891 chez Salvadore Landi par l'écrivain et gastronome italien Pellegrino Artusi.

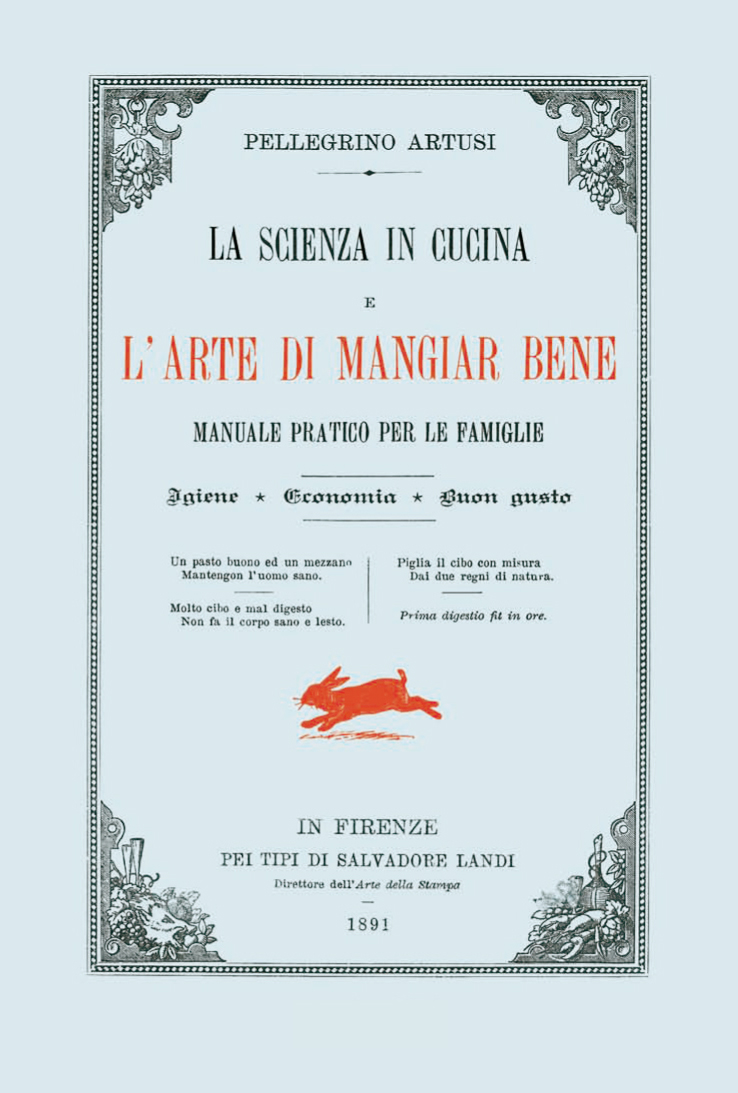
Pellegrino Artusi, La scienza in cucina e l'arte di mangiar bene (1891).

Dès la première édition, Pelligrino Artusi cherche à créer une culture commune dans un pays dont l'unité est toute récente (1861). Il fait connaitre les traditions culinaires d'un grand nombre de villes et de territoires. C'est le texte fondateur de la cuisine italienne moderne qui connaitra quinze rééditions enrichies par les apports des lecteurs jusqu'en 1911.